# Natica marochiensis
Natica marochiensis är en snäckart som först beskrevs av Gmelin 1791.  Natica marochiensis ingår i släktet Natica och familjen borrsnäckor. Inga underarter finns listade i Catalogue of Life.